# Esox
Esox is een geslacht van roofvissen uit de orde van de snoekachtigen (Esociformes). Ze komen voor in zoet water op het noordelijk halfrond. De langst gemeten snoek was 183 cm lang en woog 35 kg.

## Taxonomie
Het geslacht omvat de volgende soorten en ondersoorten:
- Esox americanus Gmelin, 1789
  - Esox americanus americanus Gmelin, 1789
  - Esox americanus vermiculatus Lesueur, 1846
- Esox aquitanicus Denys, Dettai, Persat, Hautecoeur & Keith, 2014
- Esox cisalpinus Bianco & Delmastro, 2011
- Esox lucius Linnaeus, 1758 – Snoek
- Esox masquinongy Mitchill, 1824 – Muskellunge
- Esox niger Lesueur, 1818 – Kettingsnoek
- Esox reichertii Dybowski, 1869 – Amoersnoek

## Uitgestorven
- Esox kronneri Grande, 1999[2]